# Doddakallahalli, Bangarapet
Doddakallahalli là một làng thuộc tehsil Bangarapet, huyện Kolar, bang Karnataka, Ấn Độ.